# Hexatoma (Hexatoma) vittata
Hexatoma (Hexatoma) vittata is een tweevleugelige uit de familie steltmuggen (Limoniidae). De soort komt voor in het Palearctisch gebied.